# Società Polisportiva Ars et Labor 1956-1957
Questa voce raccoglie le informazioni riguardanti la Società Polisportiva Ars et Labor  nelle competizioni ufficiali della stagione 1956-1957.

## Stagione
La SPAL sta gradualmente diventando una delle "nobili di provincia" del calcio italiano e molti dei meriti di questi risultati sono di Paolo Mazza, non solo presidente ma anche uomo mercato ed esperto di questioni tecniche grazie ai suoi trascorsi da allenatore. Anche l'estate 1956 vede diversi movimenti intorno alla rosa della squadra ferrarese: vengono ceduti Piero Persico al Cagliari, Guido Macor al Genoa, Sergio Morin al Napoli, Giovan Battista Fabbri al Pavia e lo scandinavo Sigvard Löfgren. Sul fronte arrivi si registrano quelli di Ivan Firotto dal Genoa, di Angelo Villa dalla Lazio e dello svedese Nils-Åke Sandell. Il nuovo allenatore biancazzurro è Paolo Tabanelli.
Dopo un girone di andata avaro di soddisfazioni, la SPAL si trasforma nel girone di ritorno arrivando a prestigiose vittorie come quella di Torino sulla Juventus (3-1) e di Genova sulla Sampdoria (3-0). Gli estensi sono corsari anche in casa della Fiorentina (2-1), a Roma sulla Lazio (2-1) e a Milano con il Milan (1-0). Viene vinto anche il derby interno con il Bologna. La classifica torna a sorridere, i biancazzurri chiudono la stagione al nono posto in classifica.

## Rosa
| N. |                     | Ruolo | Calciatore        |
| -- | ------------------- | ----- | ----------------- |
|    | Italia (bandiera)   | P     | Renato Bertocchi  |
|    | Italia (bandiera)   | P     | Giancarlo Catarsi |
|    | Italia (bandiera)   | P     | Aldo Romano       |
|    | Italia (bandiera)   | D     | Aulo Gelio Lucchi |
|    | Italia (bandiera)   | D     | Alberto Delfrati  |
|    | Ungheria (bandiera) | D     | Jenő Vinyei       |
|    | Italia (bandiera)   | D     | Benito Boldi      |
|    | Italia (bandiera)   | C     | Giovanni Ferraro  |
|    | Italia (bandiera)   | C     | Sergio Morin      |
|    | Italia (bandiera)   | C     | Edoardo Dal Pos   |
|    | Italia (bandiera)   | C     | Angelo Villa      |

| N. |                    | Ruolo | Calciatore           |
| -- | ------------------ | ----- | -------------------- |
|    | Italia (bandiera)  | C     | Guglielmo Costantini |
|    | Italia (bandiera)  | C     | Gianmarco Mezzadri   |
|    | Italia (bandiera)  | C     | Carlo Novelli        |
|    | Italia (bandiera)  | C     | Mario Cavallini      |
|    | Italia (bandiera)  | A     | Pietro Broccini      |
|    | Italia (bandiera)  | A     | Beniamino Di Giacomo |
|    | Svezia (bandiera)  | A     | Nils-Åke Sandell     |
|    | Brasile (bandiera) | A     | Dido                 |
|    | Italia (bandiera)  | A     | Ivan Firotto         |
|    | Italia (bandiera)  | A     | Adelmo Prenna        |
|    | Italia (bandiera)  | A     | Sandro Tagliavini    |

## Risultati

### Serie A

#### Girone di andata
| Arbitro: | Piemonte (Monfalcone) |

|           |           |  |
| Novelli I | Marcatori |  |

| Arbitro: | Coppa (Mariano Comense) |

|                           |           |  |
| Hamrin 45’ Stivanello 75’ | Marcatori |  |

| Arbitro: | Orlandini (Roma) |

|  |           |                     |
|  | Marcatori | 1’, 29’, 83’ Tortul |

| Arbitro: | Guarnaschelli (Pavia) |

|                         |           |  |
| Julinho 60’ Rozzoni 75’ | Marcatori |  |

| Ferrara 14 ottobre 1956 5ª giornata | SPAL             | 0 – 0 | Atalanta | Stadio Comunale\| Arbitro: \| Menchini (Udine) \| |
| Arbitro:                            | Menchini (Udine) |       |          |                                                   |

| Arbitro: | Pieri (Trieste) |

|                |           |  |
| Di Giacomo 31’ | Marcatori |  |

| Arbitro: | De Gregorio (Lecce) |

|                                 |           |                            |
| Lindskog 41’, 77’ Menegotti 47’ | Marcatori | 1’ Di Giacomo 79’ Broccini |

| Arbitro: | Grill |

|                                        |           |  |
| Pozzan 70’ Cervellati 74’ Pascutti 88’ | Marcatori |  |

| Arbitro: | Campanati (Milano) |

|                                   |           |  |
| Sandell 38’ (rig.) Di Giacomo 50’ | Marcatori |  |

| Arbitro: | Perego (Milano) |

|                                                        |           |                    |
| Giuliano 26’ Pestrin 34’ Da Costa 57’ Nordahl 59’, 64’ | Marcatori | 45’ (rig.) Sandell |

| Arbitro: | Guarnaschelli (Pavia) |

|                    |           |           |
| Novelli 3’ Sandell | Marcatori | 7’ Pellis |

| Palermo 23 dicembre 1956 12ª giornata | Palermo         | 0 – 0 | SPAL | Stadio La Favorita\| Arbitro: \| Moriconi (Roma) \| |
| Arbitro:                              | Moriconi (Roma) |       |      |                                                     |

| Arbitro: | Pieri (Trieste) |

|                                          |           |                         |
| Novelli 6’, 60’ Di Giacomo 16’, 19’, 73’ | Marcatori | 8’ Aronsson 85’ Manente |

| Arbitro: | Campanati (Milano) |

|                      |           |             |
| Frizzi 28’ Corso 83’ | Marcatori | 22’ Sandell |

| Arbitro: | Maurelli (Roma) |

|  |           |                     |
|  | Marcatori | 21’ (rig.) Olivieri |

| Arbitro: | Lo Bello (Siracusa) |

|                    |           |                                |
| Zannier 29’ (aut.) | Marcatori | 25’, 88’ Galli 48’ Cucchiaroni |

| Arbitro: | Jonni (Macerata) |

|                |           |                          |
| Bonistalli 57’ | Marcatori | 6’ Di Giacomo 8’ Sandell |

#### Girone di ritorno
| Arbitro: | Pieri (Trieste) |

|                          |           |  |
| Pandolfini 9’ Massei 24’ | Marcatori |  |

| Arbitro: | Perego (Milano) |

|                                         |           |                        |
| Broccini 32’ Sandell 42’ Di Giacomo 84’ | Marcatori | 43’ Giorgio Stivanello |

| Arbitro: | Marchese (Napoli) |

|  |           |                                              |
|  | Marcatori | 14’ Firotto 57’ (rig.) Vinyei 87’ Di Giacomo |

| Arbitro: | Meyer |

|                               |           |             |
| Segato 30’ (aut.) Firotto 56’ | Marcatori | 54’ Rozzoni |

| Arbitro: | Corallo (Lecce) |

|         |           |  |
| Mion 1’ | Marcatori |  |

| Arbitro: | Campanati (Milano) |

|                 |           |                      |
| Villa 9’ (aut.) | Marcatori | 12’ Firotto 28’ Dido |

| Arbitro: | Bonetto (Torino) |

|                    |           |                  |
| Sandell 47’ (rig.) | Marcatori | 86’ (aut.) Villa |

| Arbitro: | Pribyl |

|             |           |  |
| Novelli 64’ | Marcatori |  |

| Arbitro: | Ferrari (Milano) |

|  |           |                     |
|  | Marcatori | 76’ (aut.) Del Bene |

| Arbitro: | Righi (Milano) |

|          |           |                       |
| Villa 7’ | Marcatori | 25’ (aut.) Di Giacomo |

| Arbitro: | Coppa (Mariano Comense) |

|                              |           |                 |
| Bertoloni 4’ Armano 17’, 24’ | Marcatori | 39’, 84’ Prenna |

| Arbitro: | Adami (Roma) |

|            |           |  |
| Prenna 12’ | Marcatori |  |

| Arbitro: | Campanati (Milano) |

|                                           |           |             |
| Campana 3’, 48’ Lojacono 42’ Aronsson 53’ | Marcatori | 80’ Firotto |

| Arbitro: | Bonetto (Torino) |

|                    |           |                    |
| Sandell 27’ (rig.) | Marcatori | 40’, 74’ Dal Monte |

| Arbitro: | Moriconi (Roma) |

|                        |           |  |
| Olivieri 8’ Petris 81’ | Marcatori |  |

| Arbitro: | Jonni (Macerata) |

|  |           |                |
|  | Marcatori | 23’ Di Giacomo |

| Ferrara 16 giugno 1957 34ª giornata | SPAL     | 0 – 0 | Padova | Stadio Comunale\| Arbitro: \| Markovic \| |
| Arbitro:                            | Markovic |       |        |                                           |

## Statistiche

### Statistiche di squadra
| Competizione | Punti | In casa | In casa | In casa | In casa | In casa | In casa | In trasferta | In trasferta | In trasferta | In trasferta | In trasferta | In trasferta | Totale | Totale | Totale | Totale | Totale | Totale | DR |
| Competizione | Punti | G       | V       | N       | P       | Gf      | Gs      | G            | V            | N            | P            | Gf           | Gs           | G      | V      | N      | P      | Gf     | Gs     | DR |
| ------------ | ----- | ------- | ------- | ------- | ------- | ------- | ------- | ------------ | ------------ | ------------ | ------------ | ------------ | ------------ | ------ | ------ | ------ | ------ | ------ | ------ | -- |
| Serie A      | 33    | 17      | 9       | 4       | 4       | 22      | 16      | 17           | 5            | 1            | 11           | 16           | 31           | 34     | 14     | 5      | 15     | 38     | 47     | -9 |

### Statistiche dei giocatori
| Giocatore     | Serie A  | Serie A |
| Giocatore     | Presenze | Reti    |
| ------------- | -------- | ------- |
| R. Bertocchi  | 28       | -37     |
| B. Boldi      | 10       | 0       |
| P. Broccini   | 33       | 2       |
| G. Catarsi    | 4        | -5      |
| M. Cavallini  | 2        | 0       |
| G. Costantini | 14       | 0       |
| E. Dal Pos    | 33       | 0       |
| A. Delfrati   | 27       | 0       |
| Dido          | 24       | 1       |
| B. Di Giacomo | 32       | 10      |
| G. Ferraro    | 4        | 0       |
| I. Firotto    | 14       | 4       |
| A. Lucchi     | 30       | 0       |
| G. Mezzadri   | 3        | 0       |
| C. Novelli    | 24       | 5       |
| R. Padovani   | 1        | 0       |
| A. Prenna     | 14       | 3       |
| A. Romano     | 2        | -5      |
| N. Sandell    | 25       | 8       |
| S. Tagliavini | 1        | 0       |
| A. Villa      | 26       | 1       |
| J. Vinyei     | 23       | 1       |